# El diable es vesteix de Prada
El diable es vesteix de Prada (títol original en anglès: The Devil Wears Prada) és una comèdia dramàtica del 2006 dirigida per David Frankel i inspirada en la novel·la del mateix nom de Lauren Weisberger. La pel·lícula, ambientada en el món de la moda, se centra en la història d'Andy Sachs, una noia acabada de llicenciar-se en periodisme, que intenta començar la seva carrera com a ajudant personal d'una de les editores més exigents de Nova York, Miranda Priestly.
L'encarregada de donar forma a la tirana reina de la revista Runway va ser la veterana actriu Meryl Streep, experta en representar a dones amb poder. Donant-li la rèplica en el paper de la intel·ligent i poc elegant Andy Sachs, l'emergent actriu Anne Hathaway, que va aconseguir consolidar el seu ascens professional gràcies a aquesta cinta. Acompanyant aquest duel interpretatiu, Emily Blunt i Stanley Tucci en els papers respectius de primera ajudant personal i director artístic de Priestly.
Estrenada el 30 de juny de 2006 als Estats Units, la pel·lícula va rebre elogis de la crítica internacional, sobretot per l'increïble talent que hi demostra Meryl Streep, que situa el seu personatge entre la vilesa i la tristesa. Un rol que li va donar a l'actriu un Globus d'Or i la seva catorzena nominació als Oscars.

## Resum
En el vertiginós món de la moda de Nova York, la revista Runway és el referent que tothom segueix. Dirigida amb mà de ferro i elegant manicura per Miranda Priestly, la revista pot arribar a ser un repte interessant per aquells que volen triomfar. Treballar per Miranda Priestly podria obrir les portes del mercat laboral a Andy Sachs que s'acaba de llicenciar en periodisme. Però Sachs, és una noia senzilla que destaca en el petit exèrcit de periodistes d'alta costura de la revista i, aviat començarà a entendre que per sobreviure en aquest negoci necessitarà alguna cosa més que la seva intel·ligència.

## Argument
En el món de la moda hi ha un nom que s'escriu amb majúscules: el de Miranda Priestly, la directora de la revista Runway.
Andy no ha sentit parlar d'ella ni tampoc té "gens d'estil ni li agrada la moda". Però, ha estat escollida pel departament de recursos humans de l'empresa per treballar, precisament, al seu costat. D'aquesta manera, Andy es presenta el primer dia de feina a la redacció de la revista, preparada amb el seu maletí marró, el seu ample i pràctic jersei i les seves còmodes i gastades sabates.

## Repartiment
| Intèrpret            | Personatge          | Veu en català       |
| -------------------- | ------------------- | ------------------- |
| Meryl Streep         | Miranda Priestly    | Rosa Guiñón         |
| Anne Hathaway        | Andrea "Andy" Sachs | Núria Trifol        |
| Emily Blunt          | Emily Chalton       | Esther Solans       |
| Stanley Tucci        | Nigel               | Joan Carles Gustems |
| Simon Baker          | Christian Thompson  | Oriol Rafel         |
| Adrian Grenier       | Nate                | Hernán Fernández    |
| Tracie Thoms         | Lily                | Teresa Manresa      |
| Daniel Sunjata       | James Holt          | Francesc Rocamora   |
| David Marshall Grant | Richard Sachs       | Santi Lorenz        |
| Tibor Feldman        | Irv Ravitz          | Albert Socias       |

## Banda sonora
El Diable es vesteix de Prada compta amb dues bandes sonores. La primera va ser composta per Theodore Shapiro exclusivament per al film, mentre la segona és un recull de cançons realitzat per la supervisora musical de la producció, Julia Michels.

## Publicitat
El Diable es Vesteix de Prada va comptar amb un total de tres tràilers diferents.
El primer tràiler tenia una durada total de 4 minuts i va ser únicament retransmès al canal televisiu FOX i en els festivals de cinema, resultant un avenç sobre la trama del film. El segon tràiler realitzat únicament comptava amb una durada de 21 segons. Finalment, el tercer tràiler tenia una durada de dos minuts i va resultar ser el definitiu gràcies a la seva gran rebuda per part del públic.

## Recepció de la crítica
The Devil Wears Prada va tenir una gran rebuda per part del públic, essent un film elogiat fins i tot 17 anys després de la seva estrena, servint de referent a les noves generacions. La pel·lícula va aconseguir un gran nombre de crítiques positives en la plataforma Rotten Tomatoes.

## Premis i nominacions

### Premis
- Globus d'Or a la millor actriu musical o còmica per Meryl Streep

### Nominacions
- Oscar a la millor actriu per Meryl Streep
- Oscar al millor vestuari per Patricia Field
- Globus d'Or a la millor pel·lícula musical o còmica
- Globus d'Or a la millor actriu secundària per Emily Blunt
- BAFTA a la millor actriu per Meryl Streep
- BAFTA a la millor actriu secundària per Emily Blunt
- BAFTA al millor vestuari per Patricia Field
- BAFTA al millor guió adaptat per Aline Brosh McKenna
- BAFTA al millor maquillatge i perruqueria per Nicki Ledermann i Angel De Angelis